# كروان منقط

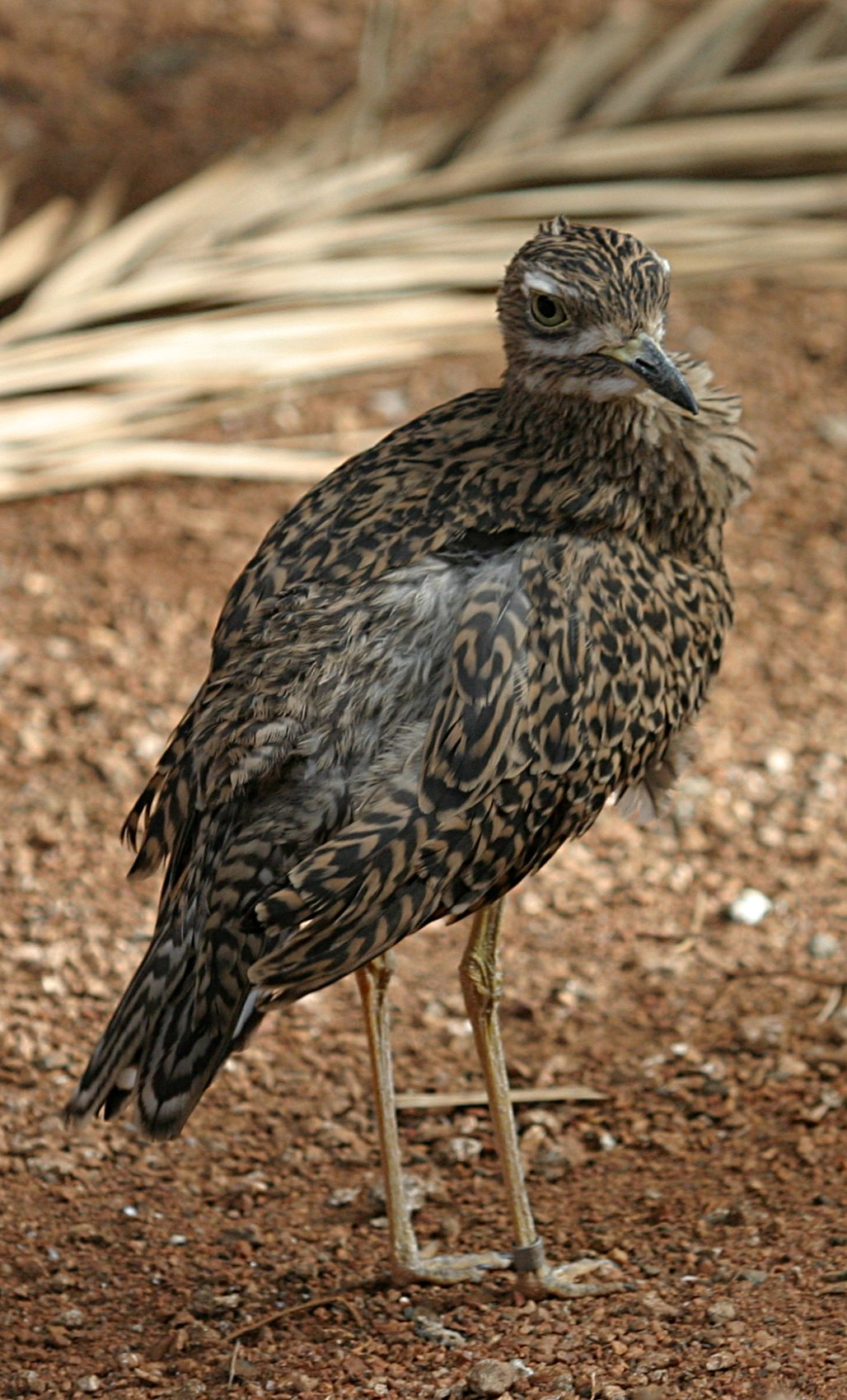
كروان منقط

الكروان المنقط او الكروان الجبلي الأرقط (الاسم العلمي: Burhinus capensis)، هو نوع من طيور كروان الحصى. يستوطن المناطق الاستوائية من وسط وجنوب أفريقيا.

## معرض صور

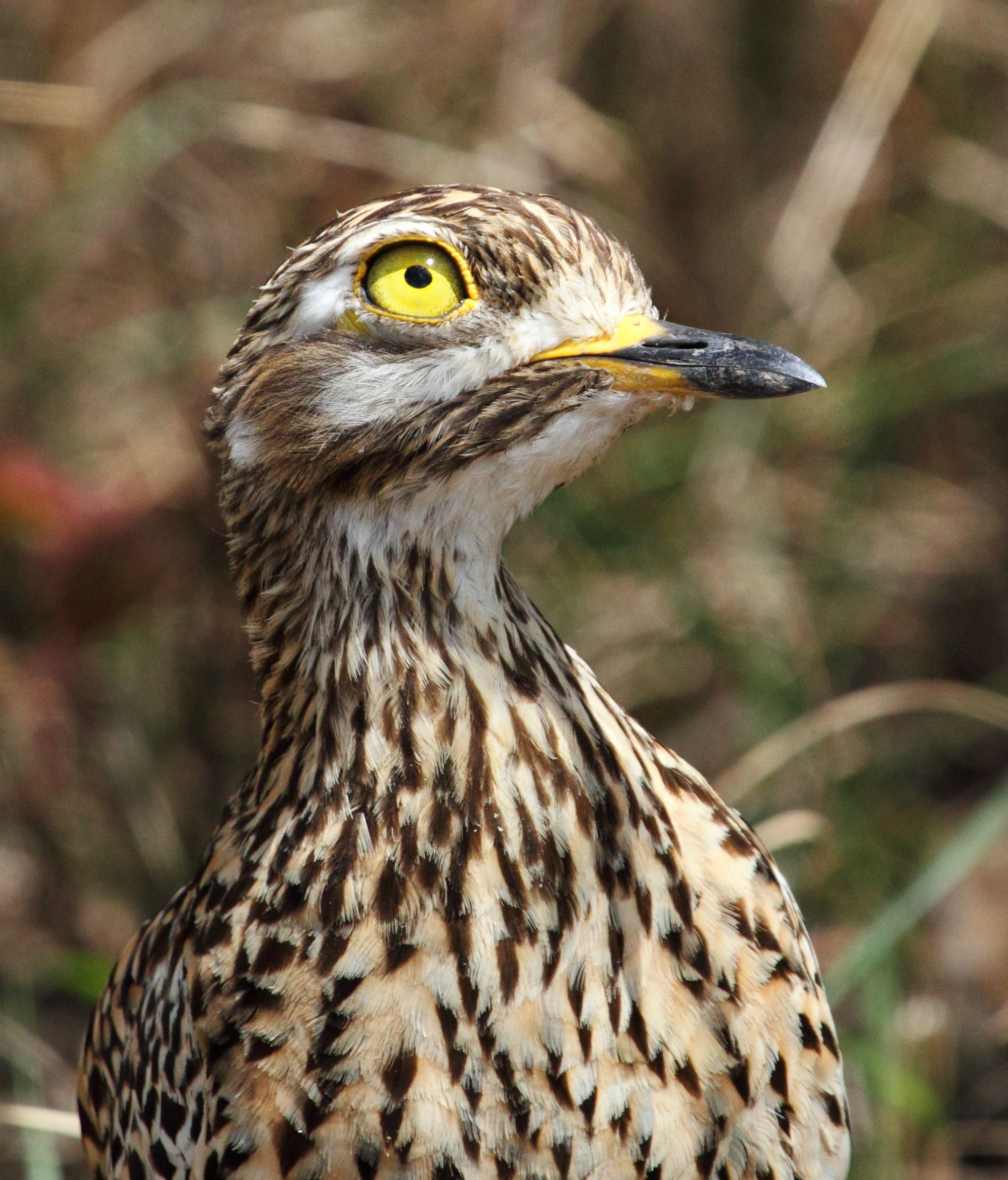
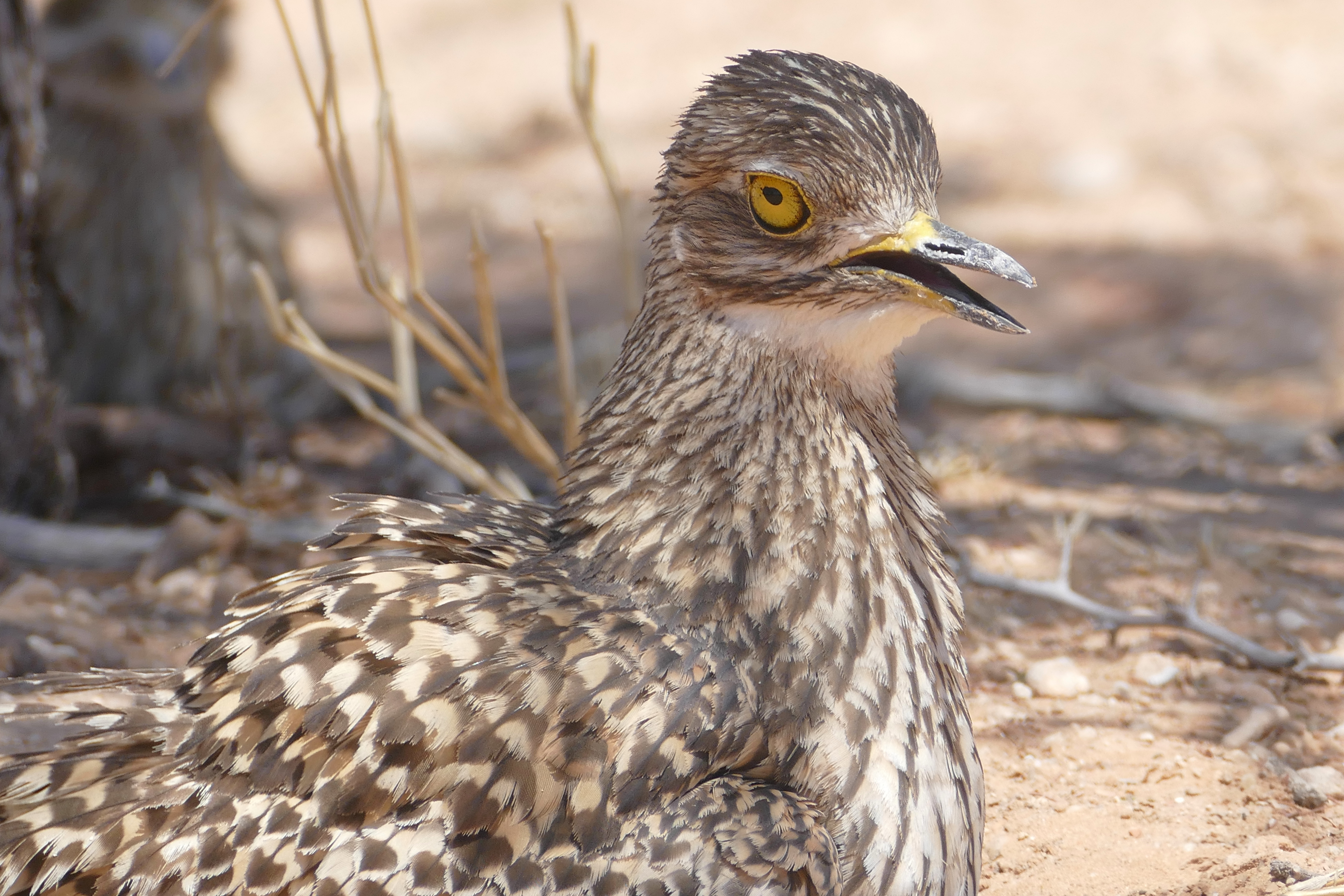
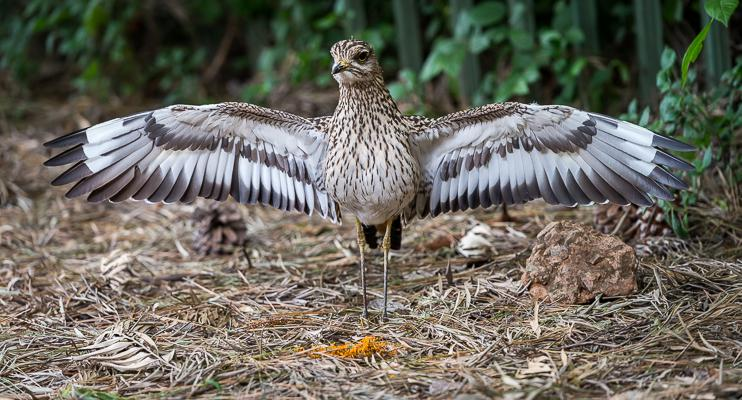
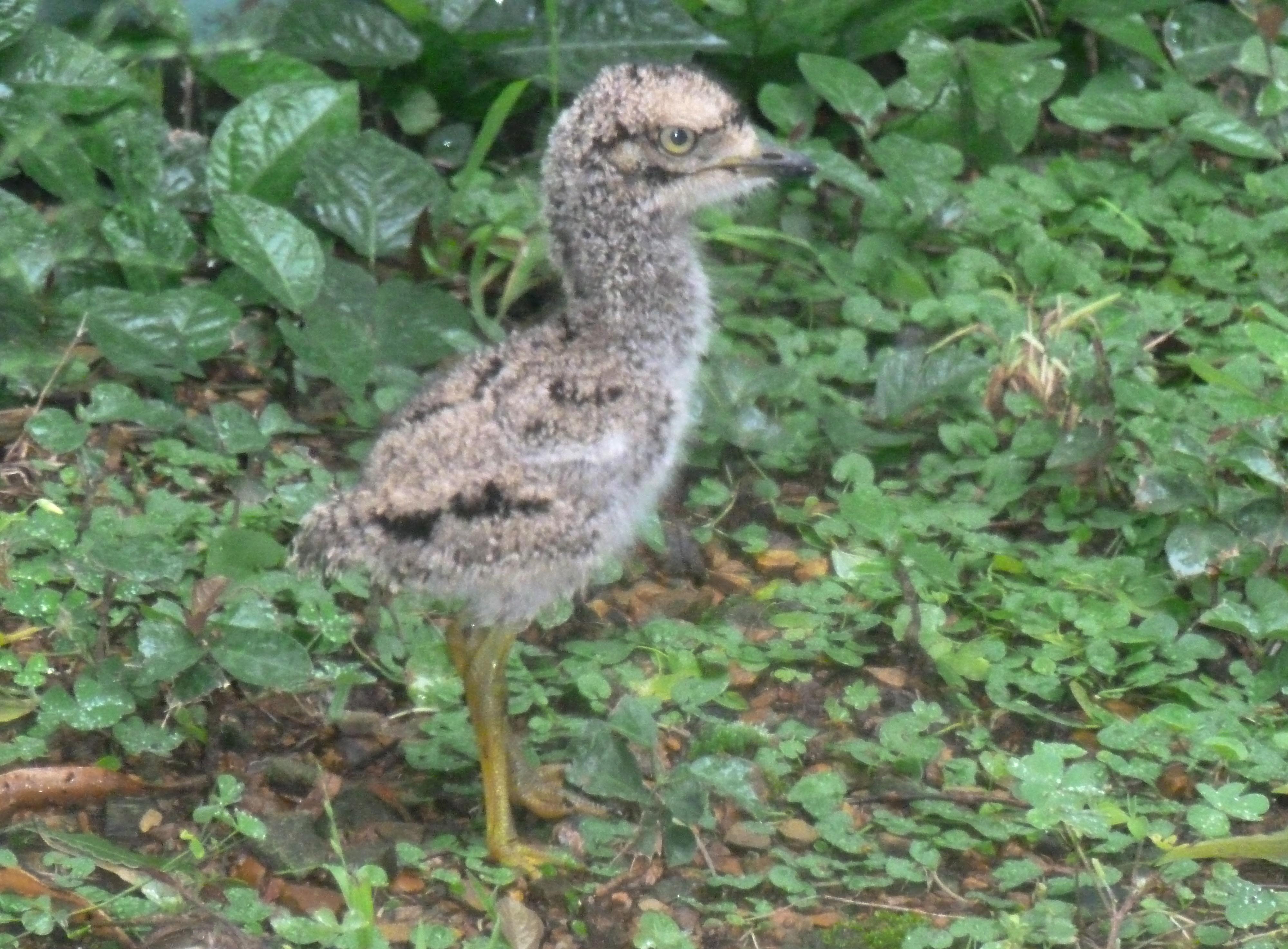